# ТЕС Касабланка
33°36′24.1″ пн. ш. 7°34′14.9″ зх. д. / 33.606694° пн. ш. 7.570806° зх. д.
ТЕС Касабланка – теплова електростанція на атлантичному узбережжі Марокко, в найбільшому місті цієї країни Касабланці.
На площадці станції у 1968 та 1975 роках встановили два енергоблоки з паровими турбінами потужністю по 60 МВт. У якості палива використовувались нафтопродукти та вугілля.
За показником одиничної потужності блоку ТЕС Касабланка лідирувала до введення у 1978-му станції Кенітра, проте за загальною потужністю перше місце в країні з 1971 року вже займала ТЕС Джерада.